# Upeneus japonicus
Upeneus japonicus är en fiskart som först beskrevs av Houttuyn 1782.  Upeneus japonicus ingår i släktet Upeneus och familjen mullefiskar. Inga underarter finns listade i Catalogue of Life.